# Immunserum
Ein Immunserum ist eine Aufreinigung spezifischer Antikörper, die aus dem Blutserum immunisierter anderer Säugetiere (heterologes Immunserum) oder Menschen (homologes Immunserum) gewonnen werden. Man spricht speziell von Impfserum, wenn das Immunserum zum Zweck der passiven Impfung gewonnen wird. Im Zusammenhang mit der Behandlung von Vergiftungen (beispielsweise von Schlangenbissen u. a.) wird dagegen der Begriff Antiserum verwendet; Heilserum ist ein weiterer, veralteter Begriff für diese besondere Art von Serum. Weitere Einsatzgebiete sind die Behandlung von Infektionskrankheiten sowie in der Forschung und Diagnostik der Medizin und Molekularbiologie.

## Herstellung
Für ein heterologes Immunserum werden Tiere – häufig Pferde, Rind, Schafe oder Kaninchen – mit dem jeweiligen Antigen geimpft. Ein Antigen ist hier ein körperfremdes Protein, beispielsweise ein Krankheitserreger oder ein Teil von diesem, oder ein Gift, welches das Immunsystem als potentiellen Feindkörper erkennt und bekämpft. Im Rahmen dieser Immunantwort werden spezifische Antikörper gegen diesen körperfremden Stoff gebildet. Diese Immunisierung wird mehrfach wiederholt, um die Konzentration der spezifischen Antikörper zu erhöhen. Bei Giften (beispielsweise von Giftschlangen, Skorpionen oder Spinnen) wird dabei mit einer kleinen Dosis begonnen, die langsam gesteigert wird. Das Immunsystem der Tiere bildet dabei Antikörper, ohne gefährlich zu erkranken.
Die Antikörper in homologen Immunseren vom Menschen stammen dagegen in der Regel aus natürlichen Kontakten mit diesen Antigenen (beispielsweise als Rekonvaleszentenserum nach erfolgreich ausgeheilten Erkrankungen).
Das nach der Immunisierung aus dem Blut aufbereitete Blutserum enthält nun diese spezifischen Antikörper. Die Immunglobuline im Blutserum werden durch weitere biochemische Verfahren aufgereinigt. Die bei der passiven Impfung (s. u.) verabreichten Antikörper werden in der Regel aus menschlichem Blut hergestellt. Aus bis zu 20.000 gepoolten (zusammengegossenen) Blutkonserven werden die Antikörper extrahiert. Das birgt eine gewisse Gefahr für die Übertragung von Krankheiten, insbesondere solcher, deren Übertragungsmodus nicht bekannt ist (z. B. BSE). Auch bekannte Krankheiten (HIV) könnten bei unsachgemäßer Bearbeitung übertragen werden. Tierische Antikörper, welche im Menschen eingesetzt werden sollen (z. B. gegen Schlangengift, Botulismus u. a.), werden dabei noch fermentativ behandelt, um eine Immunreaktion gegen diese Proteine zu verhindern. Das fertige Immunserum wird schließlich in entsprechenden Forschungseinrichtungen, Klinikabteilungen und Tropeninstituten bereitgehalten bzw. eingesetzt.

## Anwendung in der Medizin als passive Impfung
Eingeführt wurde die passive Impfung oder Serumtherapie (auch Serotherapie und Serumbehandlung) 1890 von Emil von Behring und Kitasato Shibasaburō, als sie ein Heilverfahren gegen Diphtherie entwickelten. Versuche der Serumtherapie des Scharlachs unternahm 1902 erstmals der österreichische Kinderarzt Paul Moser. Im Jahr 1904 hatten Rudolf Kraus und Robert Doerr die Serotherapie der bazillären Dysenterie vorgestellt.
Bei der passiven Impfung wird der Antikörper direkt gespritzt. Das hat den Vorteil, dass der Organismus nicht erst selbst Antikörper ausbilden muss, was bis zu einer Woche dauern bzw. im Falle eines Gifts das Immunsystem je nach Konzentration überfordern kann, sondern die gespritzten Antikörper die Erreger sofort erkennen und markieren, so dass das Immunsystem des Patienten anschließend auf die Signale der Antikörper reagieren und den Fremdkörper unschädlich machen kann. Die Kontamination von Blutseren des Pferds Jim führte zur Prüfung von Impfseren auf andere Pathogene.
In der Regel hält eine solche passive Impfung nur wenige Wochen bis Monate an, dann sind die „geliehenen“ Antikörper ausgeschieden oder abgebaut und der Organismus ist durch eine neuerliche Infektion durch denselben Erreger wieder gefährdet, da das Immunsystem durch diese Form der schnellen Behandlung nicht stimuliert wurde, ein eigenes Immungedächtnis auszubilden. Die passive Impfung ist daher nur eine Notfallmaßnahme, falls schon ein Kontakt mit dem fraglichen Erreger oder Gift stattgefunden hat (Postexpositionsprophylaxe). Beispielhaft hierfür ist ein Verdacht auf eine Infektion mit Wundstarrkrampf (Tetanus). Wenn ein Patient mit unklarem Impfstatus eine verunreinigte Wunde aufweist, wird er neben der aktiven eine passive Impfung erhalten, um eine Infektion auszuschließen. Gleiches gilt für die Tollwut bei Hundebissen.

## Anwendung in der Forschung und Diagnose
Die hohe Spezifität, mit der Antikörper ihr Antigen erkennen, macht man sich in der Medizin und Biologie zu Nutze, um das Antigen, in den allermeisten Fällen ein Protein, sichtbar zu machen. Die Herstellung von polyklonalen Antikörpern aus Immunseren erfolgt dabei wie oben beschrieben (im Gegensatz zu der Herstellung von monoklonalen Antikörpern).
Die so gewonnenen Antikörper werden entweder direkt mit einem Enzym (setzt ein Substrat in Farbe oder Chemolumineszenz um), mit Fluoreszenzfarbstoffen oder mit radioaktiven Isotopen gekoppelt (gelabelt) oder werden mit einem Sekundärantikörper, der an den ersten (Primärantikörper) bindet und entsprechend gelabelt ist, nachgewiesen.
- Immunohistochemie – Nachweis eines Antigens auf einer Zelloberfläche, im Zytoplasma oder im Zellkern mittels Antikörpern auf Gewebsdünn- (Cryo- oder Paraffin-) schnitten und damit indirekter Nachweis von Zelltypen, Differenzierungsstadien etc.
- ELISA:  Quantifizierung von Antigenen oder Antikörpern im Serum, Zellkulturüberständen etc. mittels enzymgekoppelter Antikörper
- ELISPOT:  Nachweis von antikörper- oder antigensezernierenden Zellen (Plasmazellen, zytokinsezernierende Zellen) mittels enzymgekoppelter Antikörper
- FACS:  Quantifizierung von Zellen mittels fluoreszenzgekoppelter Antikörper gegen Antigene auf der Zelloberfläche, im Zytoplasma oder im Zellkern
- Western Blot
- Supergelshift (siehe auch EMSA)
- Schwangerschaftstest
- Phagen-Display
- Drugwipe-Test
- Abzyme